# Carabus olympiae
Carabus olympiae је инсект из реда тврдокрилаца (Coleoptera) и породице трчуљака (Carabidae).

## Распрострањење
Врста је присутна у Италији и Француској.

## Угроженост
Ова врста се сматра рањивом у погледу угрожености врсте од изумирања.